# Lacul de acumulare Kiev
Lacul Kiev este un lac de acumulare pe fluviul Nipru din Ucraina. Se află între Cernobîl și Kiev în regiunea Kiev. Râurile Prîpeat și Desna se varsă în lacul Kiev, care are o suprafață de 922 km2. Lacul de acumulare a luat ființă în 1964-66, când un baraj a fost construit la Vîșhorod. Lacul are 110 km lungime, 12 km lățime, o adâncime de la 4 la 8 m și un volum de 3,7 km3.  
|                                                                               | Lacul de acumulare Kiev, martie 2012   | Țărmul lacului Kiev al satului Yasnogorodka        |
| ----------------------------------------------------------------------------- | -------------------------------------- | -------------------------------------------------- |
| Fătucă navigând într-o barcă cu pânză pe Lacul de acumulare Kiev (iunie 2009) | Lacul de acumulare Kiev în martie 2012 | Țărmul lacului Kiev al satului Yasnogorodka (2012) |